# ذهن جادویی است: برای نمایش لاس وگاس
ذهن جادویی است: برای نمایش لاس وگاس (انگلیسی: Mind Is the Magic: Anthem for the Las Vegas Show) یک آلبوم تلفیقی از زیگفرید و روی است که شامل آهنگی از مایکل جکسون با عنوان ذهن جادویی است است. این آلبوم در ۱۰ ژوئیه ۲۰۰۹ توسط شرکت ضبط آلمانی زد‌وای‌ایکس میوزیک در اروپا منتشر شد.

## منبع
1. ↑  «"Mind Is The Magic: Anthem For The Las Vegas Show". ZYX Music. Retrieved 2010-09-22». ZYX Music. بایگانی‌شده از اصلی در ۱۸ ژوئیه ۲۰۱۱. دریافت‌شده در ۷ فوریه ۲۰۲۳.
2. ↑  «"Mind Is The Magic: Anthem For The Las Vegas Show". starpulse.com. Retrieved 2010-09-22». بایگانی‌شده از اصلی در ۸ اكتبر ۲۰۱۲. دریافت‌شده در ۷ فوریه ۲۰۲۳. تاریخ وارد شده در |archive-date= را بررسی کنید (کمک)